# سلن سویدر
سلن سویدر در ۲۶ دسامبر ۱۹۸۶ در ازمیر، ترکیه زاده شد. سلن ۵۴ کیلوگرم وزن و ۱٫۷۸ سانتی‌متر قد دارد. او یک مدل و هنرپیشه اهل ترکیه است، در سال ۲۰۰۷ توانست دختر شایسته ترکیه شود و در مراسم دوشیزه دنیا ۲۰۰۷ در کشور چین شرکت کرد اما مقامی کسب نکرد. او در رشته روابط بین‌الملل فارغ‌التحصیل شده است و به عکاسی و نویسندگی نیز علاقه دارد.
او با بازی در سریال شمیم عشق و سریال عمر گل لاله به اوج شهرت رسید..